# إقصاء من العالم الآخر
إقصاء من العالم الآخر(ملاحظة1) (باليابانية: 異世界失格، بالروماجي: Isekai Shikkaku) سلسلة مانغا يابانية من كتابة "هيروشي نودا" ورسوم "تاكاهيرو واكاماتسو"، بدأت بالصدور أونلاين على موقع "ياواراكا سبيرتس" التابع لدار نشر شوغاكوكان إبتداءً من أكتوبر 2019، حصلت المانغا على مسلسل أنمي تلفزيوني من إنتاج وتنفيذ ستوديو "أتيلير بونتدارك"، عرض بين يوليو وسبتمبر 2024.
تدور بطولة القصة حول الروائي الياباني المعروف أوسامو دازاي مؤلف رواية لم يعد بشرًا، الذي مات في إنتحار مزدوج [الإنجليزية].

## القصة
تدور القصة حول روائي كئيب يُعرف فقط بلقب سينسي (الأستاذ) يحاول الإنتحار بشكل مزدوج مع صديقته ساتشان، وقبل أن يتمكنا من تنفيذ أي شيء تظهر شاحنة وتصدمهما ليجد سينسي نفسه فجأة في عالم آخر، حيث تقول له جنية كاهنة تدعى أنيت إنها استدعته ليكون بطلًا، لكنه يتجاهلها ويتجول بعيدًا ولا تبدو عليه رغبة في مساعدة الآخرين، يحاول أن يقتل نفسه بإستمرار لكنه يفشل بسبب حظه، وعن غير قصد ينقذ فتاة قطط يسميها تاما، دون أن يولى أي اهتمام بها وتجاهلها كلما حاولت الكشف عن اسمها الحقيقي، فيما بعد تصبح كل من أنيت وتاما رفيقتيه بينما يسعى للعثور على ساتشان لإكمال إنتحاره.

## الشخصيات
سينسي (الأستاذ) (センセー، Sensei)
أداء صوتي: هيروشي كاميا
رجل ذو حظ سيء بشكل لا يصدق، حتى أنه حُرم من تحقيق رغبته في الموت، لا يهتم بأي شيء سوى محاولة العثور على صديقته لإتمام الانتحار المزدوج، لكن حظه السيء يتسبب في زيادة عدد المشاكل التي يواجهها.
أنيت (アネット، Anetto)
أداء صوتي:  رومي أوكوبو
كاهنة إيلف كانت وراء استدعاء سينسي الى العالم الآخر ليصبح بطلاً، لكنها تندهش من لا مبالاته ورغباته الإنتحارية.
تاما (タマ، Tama) / ماتيلدا (マチルダ، Machiruda)
أداء صوتي: سايومي سوزوشيرو [الإنجليزية]
فتاة قطة يلتقيها سينسي بالصدفة أثناء تعرضها لهجمة وحش، وينتقذها بالصدفة بعد أن تسمم الوحش ومات من عضه سينسي، يتبين لاحقًا أنها أميرة شعب القطط الهجينة.
نير (ニア Nia)
أداء صوتي: ماكوتو كويتشي
مراهق محتال إلتقوه صدفةً أثناء سفرهم، أصبح من مرافقي سينسي.
ميلوس (メロス Merosu)
أداء صوتي: هينا كينو [الإنجليزية]
ساتشان (Sacchan さっちゃん)
أداء صوتي: رينا أويدا
وادريا (ウォーデリア، Wōderia)
أداء صوتي: آوي يوكي
إيشا (イーシャ، Īsha)
أداء صوتي: ماي ناكاهارا
وولف (ヴォルフ، Vorufu)
أداء صوتي: نوبوناغا شيمازاكي
سوزوكي (スズキ، Suzuki)
أداء صوتي: نوبوهيكو أوكاموتو
كايبارا (カイバラ، Kaibara)
أداء صوتي: دايسكي أونو
يوريكو (ユリコ، Yuriko)
أداء صوتي: كونومي كوهارا
سينغوكو (センゴク، Sengoku)
أداء صوتي: توموكازو سوغيتا
شارلوت (シャルロット Sharurotto)
أداء صوتي: إينوري ميناسي
توماس (トマス، Tomasu)
أداء صوتي: تشافورين
أوتّو (オットー، Ottō)
أداء صوتي: جون فوكوياما
كوتارو (コータロー، Kōtarō)
أداء صوتي: يوشيتسوغو ماتسوؤكا
رجل التوكسيدو (タキシードの男، Takishīdo no Otoko)
أداء صوتي: كاتسويوكي كونيشي
إيلتون (エルトン، Eruton)
أداء صوتي: كينتا مياكي
ميلر (ミラー، Mirā)
أداء صوتي: نوبوؤو توبيتا
أريا (アリア، Aria)
أداء صوتي: سايا أيزاوا
البابا (教皇، Kyōkō)
أداء صوتي: تاكيهيتو كوياسو
إيشي (エッシェ، Esshe)
أداء صوتي: ماميكو نوتو
يامادا (ヤマダ، Yamada)
أداء صوتي: يوما أوتشيدا

## وسائط المشروع

### مانغا
المانغا من كتابة وتأليف "هيروشي نودا" ورسوم "تاكاهيرو واكاماتسو" بدأت بالصدور أونلاين على موقع "ياواراكا سبيرتس" عن دار نشر شوغاكوكان إبتداءً من يوم 2 أكتوبر 2019، تصدر فصولها مجمعة في مجلدات تانكوبون صدر أولها في 10 أبريل 2020، وحتى فبراير 2024 يكون لها 10 مجلدات منشورة.
| م. | الإصدار ياباني | الإصدار ياباني         | الإصدار الإنجليزي | الإصدار الإنجليزي      |
| م. | تاريخ الإصدار  | ردمك                   | تاريخ الإصدار     | ردمك                   |
| -- | -------------- | ---------------------- | ----------------- | ---------------------- |
| 1  | 10 أبريل 2020  | ISBN 978-4-09-860560-6 | 3 يناير 2023      | ISBN 978-1-63858-585-5 |
| 2  | 10 يوليو 2020  | ISBN 978-4-09-860650-4 | 11 أبريل 2023     | ISBN 978-1-63858-745-3 |
| 3  | 12 أكتوبر 2020 | ISBN 978-4-09-860747-1 | 11 يوليو 2023     | ISBN 978-1-63858-913-6 |
| 4  | 12 فبراير 2021 | ISBN 978-4-09-860847-8 | 7 نوفمبر 2023     | ISBN 978-1-68579-605-1 |
| 5  | 12 يوليو 2021  | ISBN 978-4-09-861104-1 | 12 مارس 2024      | ISBN 979-8-88843-330-0 |
| 6  | 12 يناير 2022  | ISBN 978-4-09-861274-1 | 16 يوليو 2024     | ISBN 979-8-88843-479-6 |
| 7  | 12 يوليو 2022  | ISBN 978-4-09-861377-9 | 12 نوفمبر 2024    | ISBN 979-8-88843-480-2 |
| 8  | 10 نوفمبر 2022 | ISBN 978-4-09-861534-6 | —                 | —                      |
| 9  | 12 يونيو 2023  | ISBN 978-4-09-861832-3 | —                 | —                      |
| 10 | 9 فبراير 2024  | ISBN 978-4-09-862743-1 | —                 | —                      |
| 11 | 28 يونيو 2024  | ISBN 978-4-09-862884-1 | —                 | —                      |

### أنمي
أعلن في يوليو 2022 عن إنتاج مسلسل أنمي تلفزيوني مبني على المانغا من تنفيذ ستوديو "أتيلير بونتدارك"، المسلسل من إخراج "شيغيكي كاواي" ونصوص "ياسوهيرو ناكانيشي"، وكل من "توموشيغي إنايوشي" و"أساكو إنايوشي" في تصميم الشخصيات و"كينجي تيراو" لتصميم الوحوش، الحان الموسيقى من قبل كينيتشيرو سويهيرو.
أغنية مقدمة الأنمي من عنوان يوميات شورا (修羅日記، Shura Diary) من أداء "كاشيتارو إيتو"، بينما أغنية نهاية الأنمي بعنوان وداعًا أيها العالم الرائع (さよなら、素晴らしき世界よ، Sayonara, Subarashiki Sekai yo) من أداء "مايو مايشيما".

عُرض الأنمي إبتداءً من 9 يوليو حتى 24 سبتمبر 2024 متكونًا من 12 حلقة.
| ر. الإجمالي | العنوان                                          | العنوان الأصلي | المخرج                                    | لوحة قصصية                      | تاريخ العرض الأصلي |
| ----------- | ------------------------------------------------ | --- | ----------------------------------------- | ------------------------------- | ------------------ |
| 1           | «يجب أن أرتكب انتحارًا مزدوجًا!»                   | 心中せねば！ Shinjū Se ne ba!                                                                                                   | ريوتا إمايزومي                            | شيغيكي كاواي                    | 9 يوليو 2024       |
| 2           | «هل عليّ أن أخبرك عن شعور النوم في تابوت»         | 棺桶の寝心地を教えてあげようか？ Kanoke no Negokochi o Oshie te Age yō ka?                                                      | ريو إيشيمورا                              | شيغيكي كاواي                    | 16 يوليو 2024      |
| 3           | «أنا مستعد للموت في أي وقت»                      | 僕はいつでも死ぬ覚悟はできている Boku wa Itsu demo Shinu Kakugo wa Deki te Iru                                                  | شينتارو إيتو                              | غويتشي إيواهاتا                 | 23 يوليو 2024      |
| 4           | «لا تقتل نفسك»                                   | 自殺は、いけない Jisatsu wa, Ike nai                                                                                            | شينتارو إيتو                              | شيغيكي كاواي كينتشي كاوامورا    | 30 يوليو 2024      |
| 5           | «أنا شخص يريد أموت ولست جثة متحركة»              | 僕は死にたい人であって、死人ではない Boku wa Shini tai Hito de Atte, Shinin de wa Nai                                           | ريوتا إمايزومي                            | ريوتا إمايزومي                  | 6 أغسطس 2024       |
| 6           | «شخص يريد أن يؤكل يصل الى القلعة»                | 食べられたき者、城下よりきたり Tabe rare taki Mono, Jōka yori Ki tari                                                           | أيومو أونو                                | غويتشي إيواهاتا                 | 13 أغسطس 2024      |
| 7           | «هل تقودني للإعدام مرة أخرى؟»                    | また死刑にでもするかね？ Mata Shikei ni demo Suru kane?                                                                         | شينتارو إيتو                              | شيغيكي كاواي كينتشي كاوامورا    | 20 أغسطس 2024      |
| 8           | «تلك الفجوة تفوح برائحة فاسدة»                   | あの穴はすごく、背徳の匂いがする Ano Ana wa Sugoku, Haitoku no Nioi ga Suru                                                     | ماساهيرو تاكادا ريو إيشيمورا شيغيكي كاواي | شيغيكي كاواي                    | 27 أغسطس 2024      |
| 9           | «ليس سيئًا أن أصبح كومة رماد»                     | 僕を一塊の灰に変えるがいい Boku o Ichi Katamari no Hai ni Kaeru ga Ī                                                            | ريوتا إمايزومي                            | ريوتا إمايزومي                  | 3 سبتمبر 2024      |
| 10          | «قبل أن تسلب حياتي بالكامل عليك التفكير في نفسك» | きちんと僕の命を奪わなかったことは、本当に猛省したまえ Kichinto Boku no Inochi o Ubawanakatta Koto wa, Hontōni Mōsei Shita Ma e | شيغيكي كاواي                              | ماساشي واتانابي                 | 10 سبتمبر 2024     |
| 11          | «لا يمكنني الموت قبل إكمال كتابة قصتك»           | 君の物語を書き終えるまでは、死ぬわけにいかない Kimi no Monogatari o Kakioeru Made wa, Shinu Wake ni Ikanai                      | شينتارو إيتو                              | ماساشي واتانابي                 | 17 سبتمبر 2024     |
| 12          | «هذه المرة أريد الموت فعلاً»                      | 今度こそ絶対死にたい Kondo Koso Zettai Shinitai                                                                                 | أيومو أونو                                | كينتشي كاوامورا غويتشي إيواهاتا | 24 سبتمبر 2024     |

## ردود الفعل
في عام 2020، رُشحت المانغا مع ستة أخريات لنيل جائزة جائزة المانغا القادمة عن "فئة الويب" في نسختها السادسة.

## هامش
- ملاحظة1: العنوان مترجم عن اللغة اليابانية مباشرةً، بينما العنوان المعتمد باللغة الإنكليزية للأنمي يمكن ترجمته  إلى لم يعد مقبولاً في العالم الآخر(بالإنجليزية: No Longer Allowed in Another World)‏.

## طالع أيضًا
- أنمي
- إطار الفشل (رواية خفيفة)
- أنا أصد كل شيء
- صديقتي الغزالة نوكوتان
- غير الكفوء في أكاديمية الملك الشيطان

## روابط خارجية
- الصفحة الرسمية للمانغا على موقع مجلة ياواراكا سبيرتس [اليابانية] (باليابانية)
- الموقع الرسمي للأنمي (باليابانية)
- إقصاء من العالم الآخر (مانجا) في شبكة أخبار الأنمي